# Jean-Baptiste Lully
Jean-Baptiste Lully (Giovanni Battista Lulli), francoski skladatelj italijanskega rodu, * 28. november 1632 Firence, † 22. marec 1687 Pariz.
Rodil se je blizu Firenc in je bil eden od dveh mlinarjevih sinov. Lully je sicer sebe imenoval plemič. Imel je le skromno osnovno glasbeno in splošno izobrazbo. Bil pa je izjemno nadarjen in je že zgodaj odlično obvladal kitaro in violino. Izurjen je bil tudi v plesu. Leta 1646 ga je odkril Henrik II. Lorenski - Guise in ga odpeljal v Francijo. Prepustil ga je v oskrbo Mademoiselle de Montpensier. V hiši je delal kot pomivalec in čistilec. Pri gospodarici pa je dobil tudi glasbeno izobrazbo. Njegov glasbeni talent je postal kultiviran. Pri študiju mu je bil v veliko pomoč Nicolas Metru. Bil je zelo vzkipljiv in ko je nekoč grdo opsoval svoje gospodarje so ga spodili iz hiše.
Na dvoru Ludvika XIV. ga zasledimo pozimi 1652 kot plesalca. Zložil je tudi nekaj baletne glasbe za novoletno praznovanje. Ravno ta glasba pa je bila kralju najbolj všeč. Na dvoru so ga takoj zaposlili kot skladatelja instrumentalne glasbe. Takrat je bila to posebna čast voditi 24 kraljevih violin. Hitro je ugotovil, da so glasbeniki v tem sestavu silno neresni in neodgovorni, zato je s kraljevim dovoljenjem ustanovil svoj sestav - Petits violons.
V obdobju do 1660 je zložil veliko baletov, ki sta jih plesala osebno s kraljem. Imel je tudi velik uspeh z glasbo, ki jo je zložil za Molièrove komedije. Tako si je kmalu pridobil izredno pravico za ustvarjanje in izvajanje oper (patent za to je odkupil). Postal je tudi neke vrste glasbeni cenzor za celotno Francijo. Leta 1661 je dobil tudi francosko državljanstvo.
V zasebnem življenju je bil biseksualen. Leta 1662 se je poročil z Madelaine Lambert, hčerko svojega prijatelja Michela. Z ženo sta imela 10 otrok. Naslednje obdobje je bilo polno škandalov zaradi nebrzdanih Lullyjevih ljubezenskih zvez z različnimi ženskami in dečki. Kralja Ludvika XIV. so mojstrove avanture jezile, vendar mu je vedno znova odpuščal, saj je bil skladatelj eden redkih pravih prijateljev. 1681 je postal tajnik na dvoru in si pridobil plemiški naslov. 8. januarja 1687 je Lully vodil izvedbo svojega Te Deuma v čast kralju. Ravno je prebolel daljše prehladno obolenje, ko se mu je pojavilo vnetje palca na nogi, v katerega se je večkrat udaril, ko je dajal takt s palico (udarjal je ob tla). Razvila se je gangrena, amputacijo prsta pa je odklonil. Rezultat je bila mojstrova smrt 22. marca 1687. Malo pred smrtjo si je na posteljo napisal: »Bisogna morire peccatore« - »Umreti moraš, grešnik«.

## Dela
- Les muses - balet, 1666
- Le triomphe de l'amur, 1681
- George dandin, 1668
- Monsieur De pourceaugnac, 1669
- Les bourgeois gentihomme, 1670
- Psyche, 1671
- Alceste, 1674
- Amadis, 1684
- Armide et Renaud, 1686
- Te Deum, 1676
- 10 velikih motetov
- 14 malih motetov